# Fäbergets naturreservat
Fäbergets naturreservat är ett naturreservat i Norrtälje kommun i Stockholms län.
Området är naturskyddat sedan 2019 och är 9 hektar stort. Naturreservatet ligger nordost om Söderby-Karl och består av barrskog, blandskog och sumpskog.